# GTV Motor
GTV Motor Co., Ltd. (Grand Touring Vehicle) ist die erste Automarke Kambodschas und wurde 2024 gegründet.

## Wirtschaftliche Bedeutung
GTV Motor wurde mit dem Ziel gegründet, die wirtschaftliche Entwicklung des Landes voranzutreiben und eine Grundlage für die einheimische Automobilindustrie zu schaffen. Das Unternehmen hat eine Montagefabrik im Bezirk Kandal Steung in der Provinz Kandal gebaut, die eine Fläche von 100.000 Quadratmeter umfasst und eine jährliche Produktionskapazität von 35.000 Fahrzeugen erreichen soll. Die Anlage wurde mit einer Investition von 15,6 Millionen US-Dollar gebaut und soll 738 neue Arbeitsplätze schaffen. GTV Motor arbeitet mit mehreren kambodschanischen Ministerien zusammen, darunter das Council for the Development of Cambodia (CDC), das Ministerium für Wirtschaft und Finanzen sowie das Ministerium für Industrie, Wissenschaft, Technologie und Innovation. Das Unternehmen konzentriert sich auf den lokalen Markt und plant nicht, Exportquoten anzustreben.

## Modelle
Die angebotenen Modelle sind: 
- Krusar: Ein Doppelkabinen-Pick-up
- Soben-P: Ein Minivan
- Kain, Caesar und Soben: Drei SUV-Modelle

Es werden unterschiedliche Motorversionen und Plug-in-Hybridversionen angeboten.